# Mouloudia Olympique de Constantine
Il Mouloudia Olympique de Constantine (in arabo مولودية قسنطينة‎?), noto anche come MOC, è una società calcistica algerina con sede nella città di Costantina. Fondato nel 1939, milita nella Ligue 2, la seconda divisione del campionato algerino di calcio.
I suoi colori sociali sono il bianco e il blu.
Ha vinto un campionato algerino.

## Palmarès

### Competizioni nazionali
- Campionato algerino: 1

1990-1991
- Ligue 2: 2

1987-1988, 1995-1996

### Altri piazzamenti
- Campionato algerino:

Terzo posto: 1999-2000
- Coppa dei Campioni del Maghreb:

Semifinalista: 1973

## Rosa
| N. |                    | Ruolo | Calciatore          |
| -- | ------------------ | ----- | ------------------- |
|    | Algeria (bandiera) | P     | Nadjib Toubal       |
|    | Algeria (bandiera) | P     | Athmane Toual       |
|    | Algeria (bandiera) | P     | Ahmed Walid Chouih  |
|    | Algeria (bandiera) | D     | Sid Ali Khenifsi    |
|    | Algeria (bandiera) | D     | Nassim Bounekdja    |
|    | Algeria (bandiera) | D     | Khaled Bouchetta    |
|    | Algeria (bandiera) | D     | Abdelkader Benayada |
|    | Algeria (bandiera) | C     | Abdelghani Remache  |
|    | Algeria (bandiera) | C     | Mohamed Aoun Seghir |
|    | Algeria (bandiera) | C     | Walid Chermat       |

| N. |                    | Ruolo | Calciatore         |
| -- | ------------------ | ----- | ------------------ |
|    | Algeria (bandiera) | C     | Hamza Ouanas       |
|    | Algeria (bandiera) | C     | Samir Bourenane    |
|    | Algeria (bandiera) | C     | Merouane Belaidi   |
|    | Algeria (bandiera) | A     | Abdelmadjid Abadli |
|    | Algeria (bandiera) | A     | Massinissa Meziani |
|    | Algeria (bandiera) | A     | Abdelmalek Touati  |
|    | Algeria (bandiera) | A     | Boubeker Athmani   |
|    | Algeria (bandiera) | A     | Bachir Boudjelid   |
|    | Algeria (bandiera) | A     | Bilel Henider      |